# Miramont de Carcin
Miramont de Carcin (en francès Miramont-de-Quercy) és un municipi francès situat al departament de Tarn i Garona i a la regió d'Occitània.

## Demografia
| 1962                                       | 1968 | 1975 | 1982 | 1990 | 1999 | 2007 |
| ------------------------------------------ | ---- | ---- | ---- | ---- | ---- | ---- |
| 361                                        | 384  | 334  | 287  | 290  | 339  | 339  |
| Des de 1962: població sense dobles comptes |      |      |      |      |      |      |

## Administració
| Període | Identitat     | Partit        |
| ------- | ------------- | ------------- |
| 2001-   | Alain Lacombe | Divers gauche |